# Persone di nome Anne
| Questa pagina contiene informazioni ricavate automaticamente dalle voci biografiche con l'ausilio del template Bio e di un bot. L'aggiornamento è periodico e automatico e ricostruisce completamente la pagina. Se manca una persona in questa lista, sei pregato di non aggiungerla, ma accertati piuttosto che la sua voce biografica contenga il template Bio e che i dati anagrafici siano correttamente compilati. Se il template Bio manca, inseriscilo tu stesso o, in alternativa, metti l'avviso {{tmp\|Bio}} che ne segnala la mancanza. Se i dati riportati sono sbagliati, correggi direttamente la voce biografica; le modifiche saranno visibili in questa lista entro pochi giorni. Per chiarimenti vedi il progetto antroponimi. La lista contiene solo le 343 persone che sono citate nell'enciclopedia e per le quali è stato implementato correttamente il template Bio. Pagina aggiornata al 6 ago 2025. |

Questa è una lista di persone presenti nell'enciclopedia che hanno il nome Anne, suddivise per attività principale.

## Allenatrici di tennis(1)
- Anne Kremer, allenatrice di tennis e ex tennista lussemburghese (Lussemburgo, n. 1975)

## Ammiragli(1)
- Anne Hilarion de Costentin de Tourville, ammiraglio francese (Parigi, n. 1642 - Parigi, † 1701)

## Archeologhe(1)
- Anne Stine Ingstad, archeologa norvegese (Lillehammer, n. 1918 - † 1997)

## Arcieri(1)
- Anne Marie Laursen, arciere danese (n. 1993)

## Artiste(2)
- Anne Imhof, artista e coreografa tedesca (Giessen, n. 1978)
- Annie Vallotton, artista e disegnatrice svizzera (Losanna, n. 1915 - Sanary-sur-Mer, † 2013)

## Assassine(1)
- Anne Turner, assassina inglese (Hinxton, n. 1576 - Tyburn, † 1615)

## Astronaute(1)
- Anne McClain, astronauta statunitense (Spokane, n. 1979)

## Attiviste(6)
- Anne Braden, attivista statunitense (Louisville, n. 1924 - Louisville, † 2006)
- Anne Clough, attivista e educatrice britannica (Liverpool, n. 1820 - Cambridge, † 1892)
- Anne Dallas Dudley, attivista statunitense (Nashville, n. 1876 - Belle Meade, † 1955)
- Anne Knight, attivista inglese (Chelmsford, n. 1786 - Waldersbach, † 1862)
- Anne Koedt, attivista statunitense (Copenaghen, n. 1941)
- Anne Warren Weston, attivista statunitense (n. 1812 - † 1890)

## Attrici pornografiche(1)
- Brooke Ashley, ex attrice pornografica sudcoreana (Daegu, n. 1973)

## Attrici teatrali(2)
- Anne Bracegirdle, attrice teatrale inglese (n. 1671 - † 1748)
- Anne Oldfield, attrice teatrale britannica (Londra, n. 1683 - † 1730)

## Banchiere(1)
- Anne Finucane, banchiera statunitense (Boston, n. 1952)

## Biatlete(3)
- Anne Briand, ex biatleta francese (Mulhouse, n. 1968)
- Anne Elvebakk, biatleta e fondista norvegese (Voss, n. 1966)
- Anne Ingstadbjørg, ex biatleta norvegese (n. 1979)

## Biologhe(1)
- Anne Dejean-Assémat, biologa francese (Cholet, n. 1957)

## Blogger(1)
- Ree Drummond, blogger e scrittrice statunitense (Bartlesville, n. 1969)

## Botaniche(1)
- Anne Catherine Hof Blinks, botanica statunitense (n. 1903 - † 1995)

## Botanici(1)
- Casimir de Candolle, botanico svizzero (Ginevra, n. 1836 - Chêne-Bougeries, † 1918)

## Calciatrici(2)
- Anne O'Brien, calciatrice e allenatrice di calcio irlandese (Dublino, n. 1956 - Roma, † 2016)
- Anne Zenoni, ex calciatrice francese (Albi, n. 1971)

## Canottiere(1)
- Anne Dsane Andersen, canottiera danese (Randers, n. 1992)

## Cantanti(14)
- Anne Marie Almedal, cantante norvegese (Kristiansand, n. 1971)
- Annie, cantante e produttrice discografica norvegese (Trondheim, n. 1977)
- Anne Lingan, cantante norvegese (Grimstad, n. 1977)
- Anne Marie Bush, cantante danese (Fårvang, n. 1963)
- Anne Haigis, cantante, musicista e chitarrista tedesca (Rottweil, n. 1955)
- Anne Hvidsten, cantante norvegese (Austrheim, n. 1981)
- Anne Linnet, cantante danese (Aarhus, n. 1953)
- Anne Mattila, cantante finlandese (Karvia, n. 1984)
- Anne Gadegaard, cantante danese (Århus, n. 1991)
- Anne Nurmi, cantante e tastierista finlandese (Tampere, n. 1968)
- Anne Nørdsti, cantante norvegese (Alvdal, n. 1977)
- Louane, cantante, attrice e doppiatrice francese (Hénin-Beaumont, n. 1996)
- Anne Grete Preus, cantante norvegese (Haugesund, n. 1957 - † 2019)
- Anne Veski, cantante estone (Rapla, n. 1956)

## Cantautrici(4)
- Anne Briggs, cantautrice inglese (Toton, n. 1944)
- St. Vincent, cantautrice, compositrice e polistrumentista statunitense (Tulsa, n. 1982)
- Anne Kirkpatrick, cantautrice australiana (n. 1952)
- Anne Preven, cantautrice e produttrice discografica statunitense (New York, n. 1965)

## Cardinali(1)
- Anne de Perusse d'Escars de Giury, cardinale francese (Parigi, n. 1546 - Vic-sur-Seille, † 1612)

## Cavallerizze(2)
- Anne Grethe Jensen, cavallerizza danese (Næstved, n. 1951)
- Anne van Olst, cavallerizza danese (Aalborg, n. 1962)

## Cestiste(10)
- Anne Marie Armstrong, ex cestista statunitense (Norcross, n. 1991)
- Anne Avellan, ex cestista finlandese (Helsinki, n. 1962)
- Anne Blaire, ex cestista francese (Roubaix, n. 1963)
- Anne Breitreiner, ex cestista tedesca (Monaco di Baviera, n. 1984)
- Anne Marie Dioh, ex cestista senegalese (Joal-Fadiouth, n. 1964)
- Anne Donovan, cestista e allenatrice di pallacanestro statunitense (Ridgewood, n. 1961 - Wilmington, † 2018)
- Anne Gollogly, ex cestista inglese (Middlesbrough, n. 1953)
- Anne Hurley, ex cestista canadese (Toronto, n. 1951)
- Anne Moerenhout, ex cestista belga (Merchtem, n. 1950)
- Anne Underwood, ex cestista inglese (Grantham, n. 1956)

## Compositori(1)
- Anne Danican Philidor, compositore e oboista francese (n. 1681 - † 1728)

## Compositrici(1)
- Anne Dudley, compositrice britannica (Chatham, n. 1956)

## Conduttrici televisive(2)
- Anne Igartiburu, conduttrice televisiva spagnola (Elorrio, n. 1969)
- Anne Kukkohovi, conduttrice televisiva e modella finlandese (n. 1970)

## Coreografe(1)
- Anne Fletcher, coreografa, ballerina e attrice statunitense (Detroit, n. 1966)

## Danzatrici(2)
- Anne Teresa De Keersmaeker, ballerina e coreografa belga (Malines, n. 1960)
- Anne Heaton, ballerina britannica (Rawalpindi, n. 1930 - † 2020)

## Diplomatiche(1)
- Anne Patterson, diplomatica statunitense (Fort Smith, n. 1949)

## Direttrici d'orchestra(1)
- Anne Manson, direttrice d'orchestra statunitense (Cambridge, n. 1961)

## Dirigenti d'azienda(1)
- Anne Lauvergeon, dirigente d'azienda francese (Digione, n. 1959)

## Drammaturghe(2)
- Anne Crawford Flexner, commediografa statunitense (Georgetown, n. 1874 - Providence, † 1955)
- Anne Charlotte Leffler, drammaturga e attivista svedese (Stoccolma, n. 1849 - Napoli, † 1892)

## Economiste(1)
- Anne Krueger, economista statunitense (Endicott, n. 1934)

## Filosofe(1)
- Anne Conway, filosofa inglese (n. 1631 - † 1679)

## Fisiche(1)
- Anne L'Huillier, fisica francese (Parigi, n. 1958)

## Fondiste(5)
- Anne Jahren, ex fondista norvegese (Bærum, n. 1963)
- Anne Kjersti Kalvå, fondista norvegese (n. 1992)
- Anne Kyllönen, fondista finlandese (Kajaani, n. 1987)
- Anne Kristi Marken, ex fondista norvegese (n. 1975)
- Marjut Rolig, ex fondista e dirigente sportiva finlandese (Lohja, n. 1966)

## Fotografe(2)
- Anne Brigman, fotografa e poetessa statunitense (Nuʻuanu Pali, n. 1869 - El Monte, † 1950)
- Anne Geddes, fotografa australiana (Home Hill, n. 1956)

## Generali(4)
- Anne François Augustin de La Bourdonnaye, generale e nobile francese (Guérande, n. 1745 - Dax, † 1793)
- Rodolphe de Maistre, generale italiano (Chambéry, n. 1789 - Borgo Cornalese, † 1866)
- Anne Jean Marie René Savary, generale e poliziotto francese (Marcq, n. 1774 - Parigi, † 1833)
- Anne Jules di Noailles, generale francese (Parigi, n. 1650 - Versailles, † 1708)

## Genetiste(1)
- Anne McLaren, genetista inglese (Londra, n. 1927 - † 2007)

## Giocatrici di badminton(1)
- Anne Tran, giocatrice di badminton francese (Neuilly-sur-Seine, n. 1996)

## Giocatrici di curling(1)
- Anne Jøtun, giocatrice di curling norvegese (Oslo, n. 1955)

## Giornaliste(7)
- Anne Applebaum, giornalista e saggista statunitense (Washington, n. 1964)
- Anne Eenpalu, giornalista e politica estone (Tomsk, n. 1954)
- Anne Nivat, giornalista francese (Poissy, n. 1969)
- Anne O'Hare McCormick, giornalista statunitense (Wakefield, n. 1882 - New York, † 1954)
- Anne Roiphe, giornalista, scrittrice e conduttrice televisiva statunitense (n. 1935)
- Anne Sinclair, giornalista, conduttrice televisiva e dirigente d'azienda statunitense (New York, n. 1948)
- Anne Will, giornalista e conduttrice televisiva tedesca (Colonia, n. 1966)

## Hockeiste su ghiaccio(1)
- Anne Helin, hockeista su ghiaccio finlandese (Helsinki, n. 1987)

## Hockeiste su prato(1)
- Anne Panter, hockeista su prato britannica (n. 1984)

## Illustratrici(1)
- Anne Pratt, illustratrice e ornitologa britannica (Strood, n. 1806 - † 1893)

## Imprenditrici(1)
- Anne Wojcicki, imprenditrice e filantropa statunitense (Contea di San Mateo, n. 1973)

## Insegnanti(1)
- Elsie Fogerty, insegnante e scrittrice britannica (Londra, n. 1865 - Leamington Spa, † 1945)

## Letterate(1)
- Anne Bacon, letterata e traduttrice inglese (Essex - St Albans, † 1610)

## Magistrati(1)
- Anne du Bourg, magistrato francese (Riom, n. 1521 - Parigi, † 1559)

## Maratonete(1)
- Anne van Schuppen, ex maratoneta olandese (Doornspijk, n. 1960)

## Mezzosoprani(1)
- Anne Sofie von Otter, mezzosoprano e attrice svedese (Stoccolma, n. 1955)

## Militari(2)
- Anne de Montmorency, militare e nobile francese (Chantilly, n. 1493 - Parigi, † 1567)
- Alexandre Sabes Pétion, militare e politico haitiano (Port-au-Prince, n. 1770 - † 1818)

## Modelle(4)
- Anne Marie Braafheid, modella olandese (Paramaribo, n. 1947)
- Anne Lena Hansen, modella norvegese (n. 1974)
- Anne Mette Larsen, modella danese
- Anne Watanabe, modella e attrice giapponese (Tokyo, n. 1986)

## Montatrici(2)
- Anne Bauchens, montatrice statunitense (Saint Louis, n. 1882 - Woodland Hills, † 1967)
- Anne V. Coates, montatrice britannica (Reigate, n. 1925 - Los Angeles, † 2018)

## Neurologhe(2)
- Anne Beaumanoir, neurologa e neurofisiologa francese (Guildo, n. 1923 - Quimper, † 2022)
- Anne Louise Oaklander, neurologa, neurofisiologa e docente statunitense

## Nobildonne(25)
- Anne Nompar de Caumont, nobildonna francese (La Force, n. 1753 - Parigi, † 1842)
- Anne Egerton, nobildonna inglese (n. 1706 - † 1762)
- Anne Bermingham, nobildonna inglese (n. 1780 - Londra, † 1876)
- Louise Boyer, nobildonna francese (n. 1632 - † 1697)
- Anne Brandon, nobildonna inglese (Inghilterra, n. 1507 - Inghilterra, † 1558)
- Anne Cecil, nobildonna inglese (n. 1612 - † 1637)
- Anne Dacre, nobildonna e poetessa inglese (Carlisle, n. 1557 - Shifnal, † 1630)
- Anne Drummond Home, nobildonna scozzese (Edimburgo, n. 1814 - Dunkeld, † 1897)
- Anne Hamilton, III duchessa di Hamilton, nobildonna scozzese (Londra, n. 1631 - Hamilton, † 1716)
- Anne Hamilton, nobildonna scozzese (n. 1535 - † 1574)
- Anne Hastings, nobildonna inglese (n. 1471 - † 1520)
- Anne Hay-Mackenzie, duchessa di Sutherland, nobildonna inglese (n. 1829 - † 1888)
- Anne Luttrell, nobildonna irlandese (Londra, n. 1743 - Trieste, † 1808)
- Anne Morgan, nobildonna inglese (Arkestone, n. 1529 - † 1607)
- Anne Neville, duchessa di Buckingham, nobildonna inglese († 1480)
- Anne de Polignac, nobildonna francese (n. 1495 - Verteuil-sur-Charente, † 1554)
- Anne Russell, nobildonna inglese (n. 1548 - Northaw, † 1604)
- Anne Speke, nobildonna inglese (n. 1740 - † 1797)
- Anne Spencer, baronessa Monteagle, nobildonna inglese (Althorp, n. 1555 - Hengrave, † 1618)
- Anne Stanhope, duchessa di Bedford, nobildonna britannica (n. 1783 - Londra, † 1857)
- Anne Vavasour, nobildonna inglese (Tadcaster, n. 1560 - † 1650)
- Anne Villiers, nobildonna inglese (n. 1651 - L'Aia, † 1688)
- Anne Villiers, contessa di Morton, nobildonna britannica († 1654)
- Anne d'Arpajon, nobildonna francese (Arpajon, n. 1729 - Parigi, † 1794)
- Anne Lennox, nobildonna britannica (n. 1703 - † 1789)

## Nobili(26)
- Lady Anne Blunt, nobile e viaggiatrice britannica (n. 1837 - Il Cairo, † 1917)
- Anne Bourchier, nobile britannica (Inghilterra, n. 1517 - Benington, † 1571)
- Anne Carr, nobile (Londra, n. 1615 - Woburn Abbey, † 1684)
- Anne Cecil, nobile inglese (n. 1556 - † 1588)
- Anne Churchill, nobile britannica (n. 1683 - † 1716)
- Anne Clifford, nobile e mecenate inglese (Skipton, n. 1590 - Penrith, † 1676)
- Anne Lennard, contessa di Sussex, nobile britannica (Westminster, n. 1661)
- Anne Isabella Milbanke, nobile, mecenate e matematica britannica (Durham, n. 1792 - Londra, † 1860)
- Anne Parr, nobile britannica (Londra, n. 1515 - Baynard's Castle, † 1552)
- Anne Scott, I duchessa di Buccleuch, nobile scozzese (n. 1651 - † 1732)
- Anne Stanhope, nobile inglese (Sudbury - Shelford, † 1587)
- Anna Seymour, nobile e scrittrice inglese (Wulfhall, n. 1538 - † 1588)
- Anne Stafford, nobile inglese (Ashby-de-la-Zouch, n. 1483 - † 1544)
- Anne Woodville, nobile inglese (Grafton Regis, n. 1438 - † 1489)
- Anne de Beauchamp, XVI contessa di Warwick, nobile (Caversham, n. 1426 - † 1492)
- Anne de Beauchamp, XV contessa di Warwick, nobile (Cardiff, n. 1443 - Ewelme, † 1448)
- Anne de Joyeuse, nobile francese (n. 1560 - † 1587)
- Anne Marie Louise de La Tour d'Auvergne, nobile francese (Parigi, n. 1722 - Parigi, † 1739)
- Anne Geneviève de Lévis, nobile francese (n. 1673 - Parigi, † 1727)
- Anne Julie de Melun, nobile francese (Francia, n. 1698 - Parigi, † 1724)
- Anne Charles Sigismond de Montmorency-Luxembourg, nobile e politico francese (Parigi, n. 1737 - Lisbona, † 1803)
- Anne de Mowbray, VIII contessa di Norfolk, nobile britannica (Castello di Framlingham, n. 1472 - Londra, † 1481)
- Anne de Noailles, nobile e ufficiale francese (n. 1613 - † 1678)
- Anne de Pisseleu d'Heilly, nobile francese (Fontaine-Lavaganne, n. 1508 - Heilly, † 1580)
- Anne de Rohan-Chabot, nobile francese (n. 1648 - Hôtel de Soubise, † 1709)
- Anne Emmanuel de Croÿ, nobile (Parigi, n. 1743 - Le Rœulx, † 1803)

## Nuotatrici(6)
- Anne Jardin, ex nuotatrice canadese (Montréal, n. 1959)
- Anne Morton, ex nuotatrice britannica (n. 1937)
- Anne Ottenbrite, ex nuotatrice canadese (Bowmanville, n. 1966)
- Anne Poleska, ex nuotatrice tedesca (Krefeld, n. 1980)
- Anne Van Parijs, nuotatrice belga (La Louvière, n. 1944)
- Anne Warner, ex nuotatrice statunitense (San Mateo, n. 1945)

## Orientiste(1)
- Anne Margrethe Hausken, orientista e sci orientista norvegese (Karmøy, n. 1976)

## Ostacoliste(1)
- Anne Zagré, ostacolista belga (Uccle, n. 1990)

## Pallamaniste(1)
- Anne Dorthe Tanderup, ex pallamanista danese (Aarhus, n. 1972)

## Pallavoliste(2)
- Anne Buijs, pallavolista olandese (Geleen, n. 1991)
- Anne Matthes, pallavolista tedesca (Freital, n. 1985)

## Pattinatrici di velocità su ghiaccio(1)
- Anne Henning, ex pattinatrice di velocità su ghiaccio statunitense (Raleigh, n. 1955)

## Pianiste(1)
- Anne Queffélec, pianista francese (Parigi, n. 1948)

## Pirate(2)
- Anne Bonny, pirata irlandese (Cork, n. 1702 - Charleston, † 1782)
- Anne Dieu-le-veut, pirata francese (n. 1661 - † 1710)

## Pittrici(3)
- Anne Bonnet, pittrice belga (Bruxelles, n. 1908 - Bruxelles, † 1960)
- Anne Saporetti, pittrice statunitense (San Francisco, n. 1914 - Florida, † 1984)
- Anne Vallayer-Coster, pittrice francese (Parigi, n. 1744 - Parigi, † 1818)

## Poetesse(9)
- Anne Askew, poetessa e scrittrice inglese (Lincolnshire, n. 1521 - Londra, † 1546)
- Anne Bradstreet, poetessa statunitense (Northampton, n. 1612 - Andover, † 1672)
- Anne Carson, poetessa, saggista e traduttrice canadese (Toronto, n. 1950)
- Anne Dowriche, poetessa inglese
- Anne Finch, poetessa britannica (Sidmomonton, n. 1661 - Eastwell, † 1720)
- Anne Michaels, poetessa e scrittrice canadese (Toronto, n. 1958)
- Anne Ridler, poetessa britannica (Rugby, n. 1912 - † 2011)
- Anne Spencer, poetessa e attivista statunitense (Contea di Henry, n. 1882 - Lynchburg, † 1975)
- Anne Wharton, poetessa e drammaturga inglese (Charlbury, n. 1659 - Adderbury, † 1685)

## Poeti(1)
- Anne Locke, poeta e traduttore inglese († 1590)

## Politiche(5)
- Anne Brasseur, politica lussemburghese (Lussemburgo, n. 1950)
- Annemarie Goedmakers, politica olandese (Amsterdam, n. 1948)
- Anne Northup, politica statunitense (Louisville, n. 1948)
- Anne Sander, politica francese (Haguenau, n. 1973)
- Anne Spiegel, politica tedesca (Leimen, n. 1980)

## Politici(1)
- Ferdinand de Bertier de Sauvigny, politico e nobile francese (Parigi, n. 1782 - Versailles, † 1864)

## Produttrici televisive(1)
- Anne Garefino, produttrice televisiva, produttrice cinematografica e produttrice teatrale statunitense (Lambertville, n. 1959)

## Psicologhe(3)
- Anne Anastasi, psicologa statunitense (New York, n. 1908 - New York, † 2001)
- Anne Schützenberger, psicologa e psicoterapeuta francese (Mosca, n. 1919 - Parigi, † 2018)
- Anne Treisman, psicologa statunitense (Wakefield, n. 1935 - New York, † 2018)

## Registe(2)
- Anne Zohra Berrached, regista e sceneggiatrice tedesca (Erfurt, n. 1982)
- Anne Riitta Ciccone, regista e sceneggiatrice finlandese (Helsinki, n. 1967)

## Registe teatrali(1)
- Anne Bogart, regista teatrale e drammaturga statunitense (Newport, n. 1951)

## Religiose(1)
- Anne de Xainctonge, religiosa francese (Digione, n. 1567 - Dole, † 1621)

## Saggiste(1)
- Anne-Marie Meyer, saggista e storica tedesca (Berlino, n. 1919 - Londra, † 2004)

## Sceneggiatrici(1)
- Anne Spielberg, sceneggiatrice statunitense (Filadelfia, n. 1949)

## Schermitrici(2)
- Anne Drungis, schermitrice statunitense (Brooklyn, n. 1930 - South River, † 2005)
- Anne Meygret, ex schermitrice francese (Nizza, n. 1965)

## Sciatrici alpine(11)
- Anne Berge, ex sciatrice alpina norvegese (Bærum, n. 1966)
- Anne Blackburn-Larose, ex sciatrice alpina canadese
- Anne Cecilie Brusletto, ex sciatrice alpina norvegese (Oslo, n. 1988)
- Anne Brusletto, ex sciatrice alpina norvegese (Oslo, n. 1951)
- Anne Dorte Carlson, ex sciatrice alpina norvegese (Bærum, n. 1960)
- Anne Kathrine Fossli, ex sciatrice alpina norvegese
- Anne Heggtveit, ex sciatrice alpina canadese (Ottawa, n. 1939)
- Anne Kristin Johansen, ex sciatrice alpina norvegese
- Anne Marie Müller, ex sciatrice alpina norvegese (Hemsedal, n. 1980)
- Anne Sundby, ex sciatrice alpina norvegese (n. 1944)
- Anne Mette Tandberg, ex sciatrice alpina norvegese

## Scrittori(1)
- Anne de Vries, scrittore e insegnante olandese (Assen, n. 1904 - Zeist, † 1964)

## Scrittrici(21)
- Anne Barnard, scrittrice e socialite scozzese (Balcarres House, n. 1750 - Londra, † 1825)
- Anne Boyer, scrittrice, poetessa e anglista statunitense (Topeka, n. 1973)
- Anne Brontë, scrittrice britannica (Thornton, n. 1820 - Scarborough, † 1849)
- Anne Edwards, scrittrice statunitense (Port Chester, n. 1927 - Beverly Hills, † 2024)
- Anne Enright, scrittrice irlandese (Dublino, n. 1962)
- Anne Fine, scrittrice britannica (Leicester, n. 1947)
- Anne Sexton, scrittrice e poetessa statunitense (Newton, n. 1928 - Weston, † 1974)
- Anne Holt, scrittrice, avvocato e giornalista norvegese (Larvik, n. 1958)
- Anne Hébert, scrittrice, poetessa e sceneggiatrice canadese (Sainte-Catherine-de-la-Jacques-Cartier, n. 1916 - Montréal, † 2000)
- Anne Lister, scrittrice inglese (Halifax, n. 1791 - Kutaisi, † 1840)
- Anne McCaffrey, scrittrice e autrice di fantascienza statunitense (Cambridge, n. 1926 - Contea di Wicklow, † 2011)
- Anne Moody, scrittrice e attivista statunitense (Centreville, n. 1940 - Gloster, † 2015)
- Anne Morrow Lindbergh, scrittrice e aviatrice statunitense (Englewood, n. 1906 - Passumpsic, † 2001)
- Anne Paolucci, scrittrice e educatrice statunitense (Roma, n. 1926 - New York, † 2012)
- Anne Rice, scrittrice statunitense (New Orleans, n. 1941 - Rancho Mirage, † 2021)
- Pauline Réage, scrittrice francese (Rochefort-sur-Mer, n. 1907 - Corbeil-Essonnes, † 1998)
- Anne Serre, scrittrice francese (Bordeaux, n. 1960)
- Anne de Tourville, scrittrice francese (Bais, n. 1910 - Vitré, † 2004)
- Anne Tyler, scrittrice, slavista e critica letteraria statunitense (Minneapolis, n. 1941)
- Anne Weber, scrittrice e traduttrice tedesca (Offenbach am Main, n. 1964)
- Anne-Charlotte d'Aiguillon, scrittrice francese (n. 1700 - † 1772)

## Scultrici(2)
- Anne Seymour Damer, scultrice inglese (Sevenoaks, n. 1748 - Londra, † 1828)
- Anne Truitt, scultrice statunitense (n. 1921 - † 2004)

## Sessuologhe(1)
- Anne Fausto-Sterling, sessuologa e biologa statunitense (New York, n. 1944)

## Skeletoniste(1)
- Anne O'Shea, skeletonista statunitense (Rockville Centre, n. 1987)

## Soprani(3)
- Anne Brown, soprano statunitense (Baltimora, n. 1912 - Oslo, † 2009)
- Anne Evans, soprano e insegnante britannica (Londra, n. 1941)
- Antoinette Saint-Huberty, soprano francese (Strasburgo, n. 1756 - Barnes, † 1812)

## Stiliste(3)
- Liz Claiborne, stilista belga (Bruxelles, n. 1929 - New York, † 2007)
- Anne Klein, stilista statunitense (New York, n. 1923 - † 1974)
- Paloma Picasso, stilista, designer e imprenditrice francese (Vallauris, n. 1949)

## Storiche(5)
- Anne Bernet, storica, scrittrice e giornalista francese (Parigi, n. 1962)
- Anne Curry, storica inglese (Chester-le-Street, n. 1954)
- Anne Fillon, storica francese (Le Mans, n. 1931 - Le Mans, † 2012)
- Anne Lombard-Jourdan, storica francese (Chambéry, n. 1909 - Versailles, † 2010)
- Anne Morelli, storica belga (Belgio, n. 1948)

## Storiche dell'arte(1)
- Anne Pingeot, storica dell'arte francese (Clermont-Ferrand, n. 1943)

## Storici(1)
- Henri de Boulainvilliers, storico e politologo francese (Saint-Saire, n. 1658 - Parigi, † 1722)

## Tenniste(7)
- Anne Coleman, ex tennista australiana
- Germaine Golding, tennista britannica (Digione, n. 1887 - Boulogne-Billancourt, † 1973)
- Anne Hobbs, ex tennista britannica (Nottingham, n. 1959)
- Anne Keothavong, ex tennista, allenatrice di tennis e telecronista sportiva britannica (Hackney, n. 1983)
- Anne Minter, ex tennista e allenatrice di tennis australiana (Victoria, n. 1963)
- Anne Smith, ex tennista statunitense (Dallas, n. 1959)
- Anne White, ex tennista statunitense (n. 1961)

## Teologhe(2)
- Anne Burghardt, teologa estone (n. 1975)
- Anne Hutchinson, teologa inglese (Alford, n. 1591 - New York, † 1643)

## Traduttrici(1)
- Anne Le Fèvre Dacier, traduttrice e filologa classica francese (Preuilly-sur-Claise, n. 1647 - Parigi, † 1720)

## Triatlete(1)
- Anne Haug, triatleta tedesca (Bayreuth, n. 1983)

## Tuffatrici(2)
- Anne Montminy, ex tuffatrice, commentatore televisivo e avvocata canadese (Montréal, n. 1975)
- Anne Vilde Tuxen, tuffatrice norvegese (Tananger, n. 1998)

## Umaniste(1)
- Anne de Rohan, umanista e poetessa francese (Mouchamps, n. 1584 - Parigi, † 1646)

## Velociste(2)
- Anne Cibis, velocista tedesca (n. 1985)
- Anne Pashley, velocista britannica (Skegness, n. 1935 - Chilton, † 2016)

## Violiniste(1)
- Anne Akiko Meyers, violinista statunitense (San Diego, n. 1970)

## Zoologhe(1)
- Anne Thynne, zoologa, ittiologa e geologa britannica (Irlanda, n. 1806 - Ampthill, † 1866)

## Senza attività specificata(4)
- Anne Ahlgren, ex pentatleta svedese (n. 1960)
- Clarissa Eden, britannica (Londra, n. 1920 - Londra, † 2021)
- Anne Greene, britannica (Steeple Barton, n. 1628 - † 1659)
- Anne Hathaway, inglese (Shottery, n. 1555 - Stratford-upon-Avon, † 1623)